# Craíbas
Craíbas est une municipalité brésilienne dans l'État de l'Alagoas.